# Teodorico de Ringelheim
Teodorico de Ringelheim também denominado Dietrich da Vestfália (Ringleheim, Goslar, Hanôver, Prússia, Alemanha c. 853 - 8 de Fevereiro de 917) foi Conde de Vestfália, Alemanha e também conde de Hamaland, atual Holanda com origem na Casa da Saxónia.

## Relações familiares
Foi filho de Reginhart de Ringelheim (Ringelheim, Goslar, Hanover, Alemanha, 828 - c. 909), Conde de Ringelheim e de Matilde de Ringleheim (Ringleheim, Gostar, Hanover, Alemanha, 833 -?), Condessa de Ringleheim. Foi casado com Reinilda da Frísia também denominada Reinhild da Dinamarca ou também Ludmilla Ragnhildis (Alemanha, 858 -?) Condessa de Ringleheim com origem na família dos príncipes de Frísia, filha de Gottfried da Dinamarca (Frísia, na Alemanha, 820 -?), principe da Dinamarca e de Matilda, de quem teve: 
1. Matilde de Ringelheim[7] (890 — 14 de Março de 968), santa católica, conhecida como Santa Matilde. Foi casada em 909 com Henrique I da Germânia, dito "o Passarinheiro".